# Mezarkabul
A Pentagram (Mezarkabul) egy török heavy metal/power metal együttes, melynek tagjai Murat İlkan (vokál), Hakan Utangaç, Metin Türkcan, Tarkan Gözübüyük és Cenk Ünnü.

## Története
Az együttest 1986-ban, Isztambulban alapította Hakan Utangaç gitáros és Cenk Ünnü dobos. 1987-ben csatlakozott a basszusgitáros Tarkan Gözübüyük, ekkor kezdtek élő fellépéseket szervezni. 1990-ben jelent meg az azonos című albumuk, a Pentagram. 1992-ben csatlakozott Demir Demirkan gitáros és Ogün Sanlısoy. Második albumuk, a Trail Blazer ebben az évben jelent meg, és nemcsak Törökországban, de külföldön is sikert aratott.
A következő három évben Törökországban és külföldön turnéztak. 1995-ben Ogün helyére Murat İlkan került, következő albumuk, az Anatolia 1997-ben jelent meg. Néhány héttel később a Century Media kiadó megkereste az együttest a lemez külföldi kiadásának ügyében.
1998-ban jelent meg a Popçular Dışarı c. album (szó szerinti fordításban: Popzenészek kifelé). Ekkor Demir Demirkan kivált az együttesből, helyére Onur Pamukçu került.
A következő album munkálatai 2000-ben kezdődtek a Pentagram saját stúdiójában Isztambulban. A felvételek alatt csatlakozott az együtteshez Metin Türkcan gitáros. 17 dal készült az albumra, ezért úgy döntöttek, két részletben adják ki azt. 2001-ben az Unspoken világszerte megjelent. A lemezt Bir (Egy) címmel 2002-ben Törökországban is kiadták.
Törökországi megjelenéseikhez a Pentagram nevet használják, külföldön viszont Mezarkabul néven ismerik őket (szó szerint: A sír elfogadása), mivel az USA-ban Pentagram néven már van egy doom metal együttes.

## Felállás

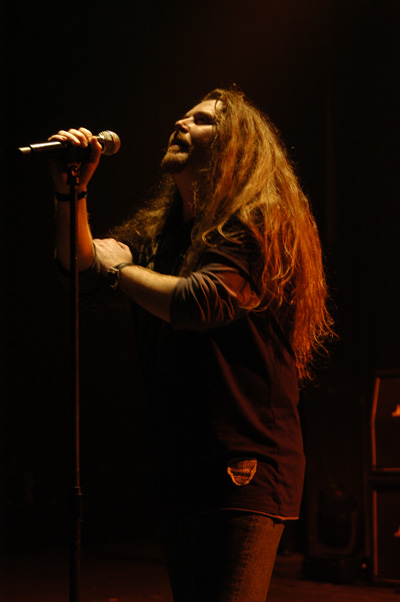
Murat İlkan, vokál

### Jelenlegi felállás
- Murat İlkan – vokál (1995–)
- Hakan Utangaç – gitár (1986–) **
- Metin Türkcan – gitár(2000–)
- Tarkan Gözübüyük – basszusgitár (1987–)
- Cenk Ünnü – Drums (1986–) **

** alapító tag

### Korábbi tagok
- Ogün Sanlısoy – vokál (1992–1995)
- Demir Demirkan – gitár (1992–1998)
- Onur Pamukçu – gitár (1998–2000)

## Diszkográfia
| Év   | Cím                    |
| 1990 | Pentagram              |
| 1992 | Trail Blazer           |
| 1997 | Anatolia               |
| 1998 | Popçular Dışarı (Live) |
| 2001 | Unspoken               |
| 2002 | Bir                    |
| 2012 | MMXII                  |
| 2017 | Akustik                |

## Külső hivatkozások
- Hivatalos honlap
- MetalStorm Entry